# Siphoactia charapensis
Siphoactia charapensis là một loài ruồi trong họ Tachinidae.